# Psoloessa texana
Psoloessa texana är en insektsart som beskrevs av Scudder, S.H. 1875. Psoloessa texana ingår i släktet Psoloessa och familjen gräshoppor. Inga underarter finns listade i Catalogue of Life.